# Pingasa dispensata
Pingasa dispensata är en fjärilsart som beskrevs av Walker 1860. Pingasa dispensata ingår i släktet Pingasa och familjen mätare. Inga underarter finns listade i Catalogue of Life.